# Park Narodowy Isla Magdalena
Park Narodowy Isla Magdalena (hiszp. Parque nacional Isla Magdalena) – park narodowy w Chile położony w regionie Aysén, w prowincji Aysén (gmina Cisnes). Został utworzony 25 maja 1983 roku. Zajmuje obszar 2497,12 km². Na wschód od niego znajduje się Park Narodowy Queulat, a na północ Park Narodowy Melimoyu.

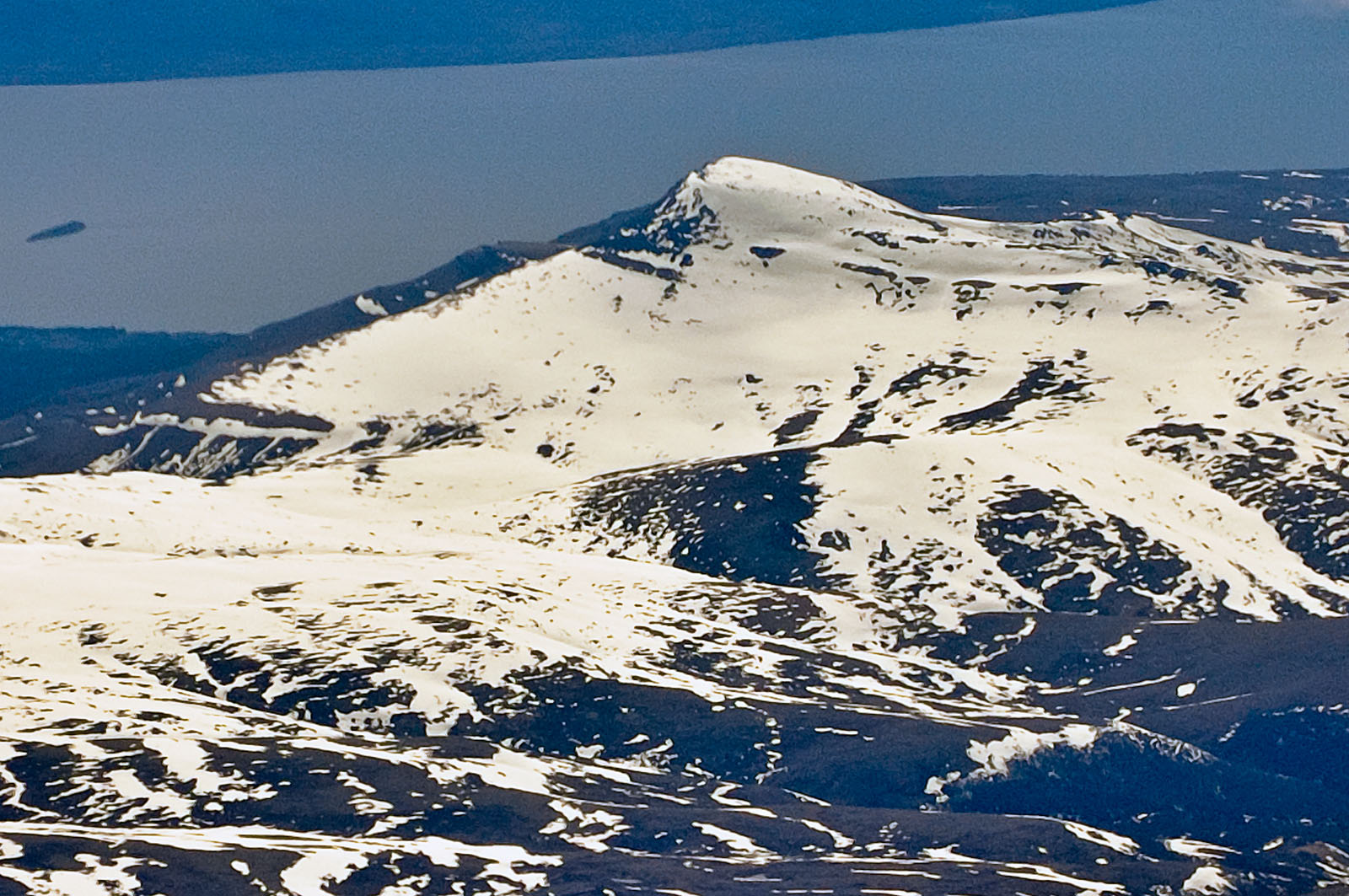
Wulkan Mentolat

## Opis
Park obejmuje większą część wyspy Isla Magdalena oraz kilka mniejszych wysp w pobliżu. Teren wyspy jest górzysty. Najwyższy szczyt – wulkan Mentolat ma wysokość 1660 m n.p.m.

## Flora
Dużą część parku pokrywają lasy, w których dominuje Nothofagus betuloides i Desfontainia spinosa. Rosną tu także m.in.ː Nothofagus nitida, Podocarpus nubigena, Drimys winteri, Embothrium coccineum, Pilgerodendron uviferum, a także cissus pasiasty, Sarmienta scandens, Philesia magellanica.

## Fauna
W parku znajduje się jedna z największych w południowym Chile kolonia pingwinów magellańskich licząca 60 tysięcy par. Inne ptaki tu żyjące to m.in. kormorany i mewy.
Z ssaków w parku występują m.in.ː wydrak południowy, wydrak patagoński, uchatka patagońska.